# Улица Кипренского (Москва)
У́лица Кипре́нского — улица в Северном административном округе города Москвы на территории посёлка Сокол, расположенного в одноимённом районе.

## Положение улицы
Расположена между улицей Левитана и улицей Врубеля. Часть улицы от пересечения с улицей Сурикова до улицы Левитана является пешеходной. Нумерация домов начинается от улицы Левитана.

## История
Улица появилась в 1920-х годах при строительстве посёлка «Сокол». По первоначальному проекту улица имела название Вокзальная из-за своего расположения рядом со станцией Серебряный Бор. Но 4 апреля 1928 года улицы посёлка «Сокол» были переименованы по предложению профессора ВХУТЕМАСа Павла Павлинова. Улица была названа в честь русского художника Ореста Адамовича Кипренского (1782—1836).

## Транспорт
- Станция МЦК "Панфиловская"